# Cheval Soleil
Cheval Soleil est un spécial-TV d'animation français de 27 minutes diffusé pour la première fois le 17 décembre 2004 sur France 3.

## Synopsis
Le film est l'adaptation d'un roman éponyme d'Anne Labbé.
À la fin du XIXe siècle, un jeune Cheyenne perd l'usage de ses jambes après une attaque de la cavalerie américaine. Son amitié avec Cheval Soleil, un magnifique étalon sauvage, lui permet de reprendre confiance en lui.

## Fiche Technique
- Nom original : Cheval Soleil
- Réalisation : Jean-Jacques Prunès
- Auteur Roman : Anne Labbé
- Adaptation : Virginie Boda
- Production : Dora Benousilio
- Musiques : Olivier Delevingne
- Origine :  France
- Maisons de production : Les Films de l'Arlequin

## Voix françaises
- Karim Abdelaziz
- Marc Brunet
- Dinis Cunha
- Mathieu Colonna d'Istria
- Léa Giraud
- Christian Neupont
- Quentien Ogier
- Ludovic Pastier
- Philippe Rigot
- Georges Salmon
- Hélène Vauquois